# Lijst van bergen in Azerbeidzjan

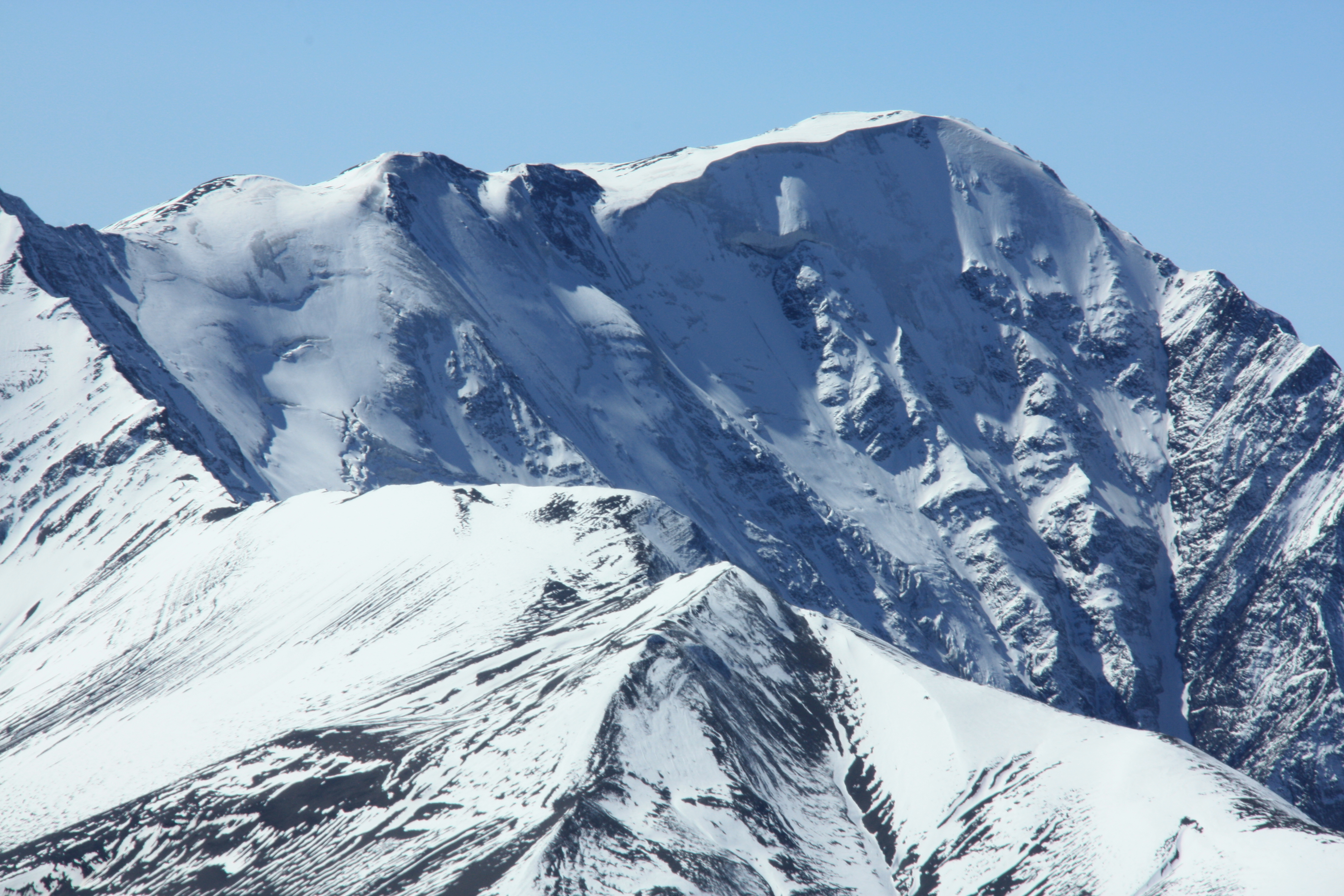
Bazardüzü, de hoogste berg van Azerbeidzjan

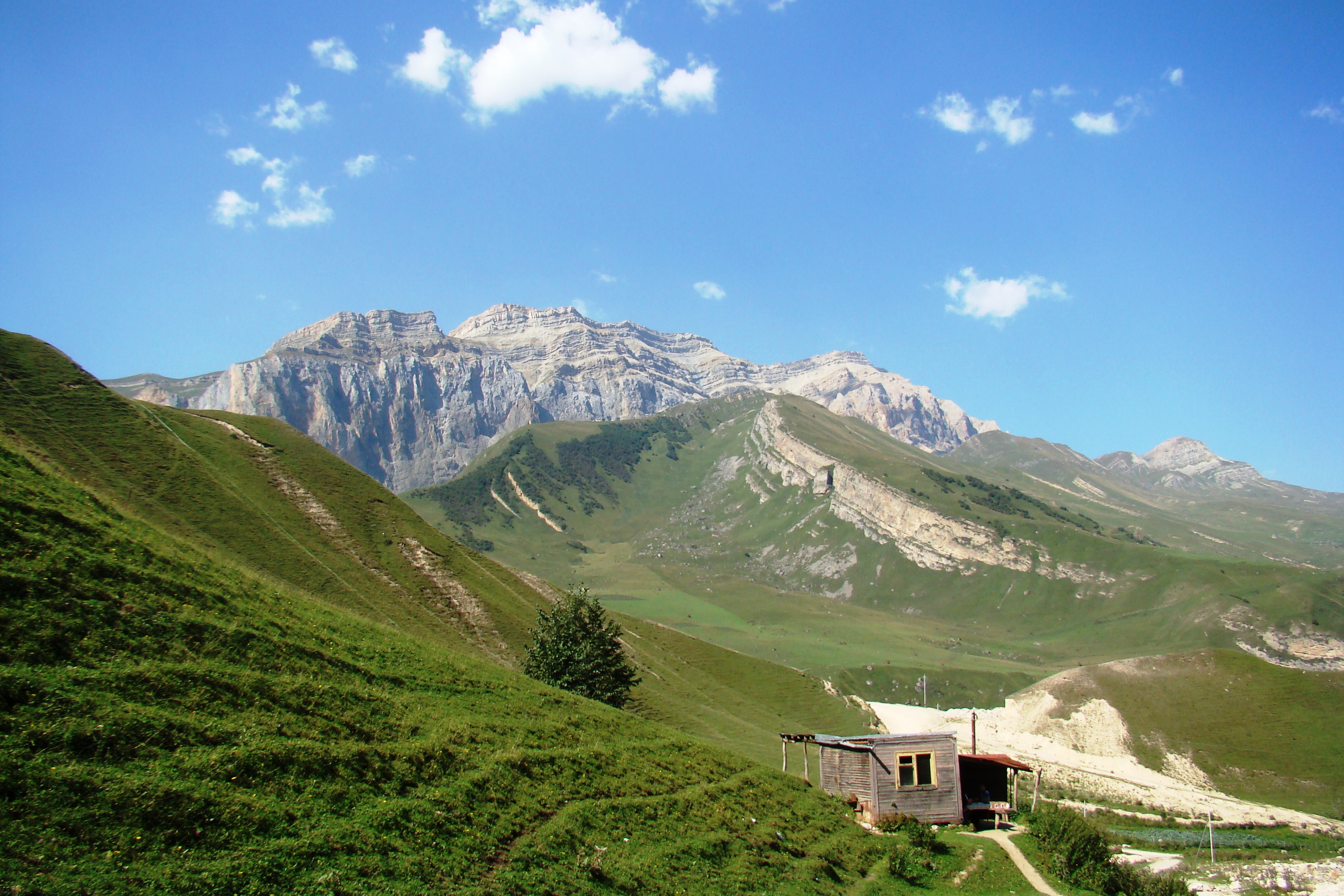
Şahdağ, de op een na hoogste berg van Azerbeidzjan

Dit is een lijst van bergen in Azerbeidzjan.
| Piek           | Gebergte        | Hoogte (in meters) |
| -------------- | --------------- | ------------------ |
| Bazardüzü      | Grote Kaukasus  | 4466               |
| Şahdağ         | Grote Kaukasus  | 4243               |
| Tufandağ       | Grote Kaukasus  | 4206               |
| Bazaryurd      | Grote Kaukasus  | 4126               |
| Yarıdağ        | Grote Kaukasus  | 4116               |
| Çarındağ       | Grote Kaukasus  | 4079               |
| İlham zirvəsi  | Grote Kaukasus  | 4042               |
| Raqdan         | Grote Kaukasus  | 4042               |
| Qapıcıq dağı   | Kleine Kaukasus | 3904               |
| Alagöz         | Kleine Kaukasus | 3865               |
| Yağlıdərə dağı | Kleine Kaukasus | 3827               |
| Qazangöldağ    | Kleine Kaukasus | 3814               |
| Sarıdərə dağı  | Kleine Kaukasus | 3754               |
| Gamışdağ       | Kleine Kaukasus | 3724               |